# Michael Land
Michael Z. Land (født 1961 i Boston, Massachusetts) er en amerikansk komponist og musiker, der er mest kendt for sine lydspor til computerspil fra LucasArts.
Michael Lands forældre sendte ham til klassisk klaverundervisning da han var 5 år, og det forsatte han med indtil han i en alder af 12 år valgte at han spille bas. I 1979 startede Land på en musiklinje på Harvard-universitet, hvor han koncentrerede sig om elektronisk musik. Da Land var færdig med skolen blev han digital ingeniør for et firma ved navn Lexicon Inc. Land arbejdede der i tre år, og i den periode udviklede han sine programmeringsevner ved at skrive software til firmaets MIDI-controllere.
I 1990 var pc'er og Amiga-computere ved at sætte sig på markedet for hjemmecomputere. Det betød at Land fik arbejde hos Lucasfilm Games (nu kendt som LucasArts, der ejes af George Lucas) som lydprogrammør og komponist. Lands første projekt var The Secret of Monkey Island som han komponerede al musikken til. Dette lydspor står stadig som et af de bedste til et computerspil nogensinde.[kilde mangler]
Lydmaskinen som blev brugt i Monkey Island irriterede dog Land. Han fandt det næsten umuligt at synkronisere musikken med det der skete i spillet, så han valgte at programmere iMUSE for at løse problemet. iMUSE blev et stort skridt for LucasArts og andre adventurespil, fordi spillet gjorde det muligt for komponisten at have stor kontrol over hvor og hvornår et stykke musik skal spilles.

## Soundtracks
- The Secret of Monkey Island (1990) (med Barney Jones, Patric Mundy, og Andy Newell)
- Secret Weapons of the Luftwaffe (1991)
- Monkey Island 2: LeChuck's Revenge (1991) (med Clint Bajakian, Robin Goldstein og Peter McConnell
- Star Wars: X-Wing (1992) (med John Williams, Clint Bajakian, og Peter McConnell)
- Indiana Jones and the Fate of Atlantis (1992) (med Clint Bajakian, Peter McConnell, og John Williams)
- Star Wars: TIE Fighter (1995) (med John Williams, Clint Bajakian, og Peter McConnell)
- The Dig (1995)
- The Curse of Monkey Island (1997)
- Escape from Monkey Island (2000) (med Clint Bajakian, Anna Karney, og Peter McConnell)
- SimCity 4 (2003) (med mange andre)